# 程文举
程文举（1950年3月—），中华人民共和国政治人物、外交官。
2004年，接替樊桂金，担任中华人民共和国驻塞拉利昂大使。2008年，接替张利民，担任中华人民共和国驻拉脱维亚大使。2010年，由胡业顺接任。